# كاني بري (بوئين)
کاني بري (بالفارسية: کانی پری) هي قرية تقع في إيران في قسم بوئین الريفي. يقدر عدد سكانها بـ 40 نسمة بحسب إحصاء 2016.